# Schechen (Bawaria)
Schechen – miejscowość i gmina w Niemczech, w kraju związkowym Bawaria, w rejencji Górna Bawaria, w regionie Südostoberbayern, w powiecie Rosenheim. Leży około 10 km na północ od Rosenheimu, nad rzeką Inn, przy drodze B15 i linii kolejowej Rosenheim - Mühldorf am Inn.

## Demografia
Dane o ludności z 31 grudnia 2008:
| Opis                                | Ogółem | Ogółem | Kobiety | Kobiety | Mężczyźni | Mężczyźni |
| ----------------------------------- | ------ | ------ | ------- | ------- | --------- | --------- |
| Jednostka                           | osób   | %      | osób    | %       | osób      | %         |
| Populacja                           | 4537   | 100    | 2252    | 49,64   | 2285      | 50,36     |
| Wiek przedprodukcyjny (0–17 lat)    | 950    | 20,94  | 465     | 10,25   | 485       | 10,69     |
| Wiek produkcyjny (18–65 lat)        | 2901   | 63,94  | 1421    | 31,32   | 1480      | 32,62     |
| Wiek poprodukcyjny (powyżej 65 lat) | 686    | 15,12  | 366     | 8,07    | 320       | 7,05      |

## Polityka
Wójtem gminy jest Hans Holzmeier z CSU, rada gminy składa się z 16 osób.
|      | CSU | SPD/ÜW | FW | Razem |
| 2008 | 9   | 3      | 4  | 16    |
| 2002 | 9   | 2      | 5  | 16    |